# John Ravenscroft
John Ravenscroft (* um 1665 in London; † 12. Oktober 1697 in Rom) war ein englischer Komponist und Violinist.

## Leben
John Ravenscroft war der Sohn einer wohlhabenden Familie von Rechtsgelehrten. Als Katholik studierte er zuerst am päpstlichen englischen Kolleg in Douai, wo er möglicherweise ersten Violinunterricht erhielt. Ab 1688 hielt er sich dauerhaft zu Studienzwecken in Rom auf und bezeichnete sich als einen Schüler Arcangelo Corellis, was jedoch nicht als gesichert gilt. In Rom wurden 1695 zwölf Triosonaten als sein op. 1 veröffentlicht. Es folgten posthum sechs weitere Triosonaten unter der Bezeichnung Sonatas or chamber Airs (London, 1708). 1697 erkrankte er schwer und verfasste am 9. Oktober sein Testament. Ravenscroft verstarb drei Tage später und wurde in der Kirche Santa Maria del Popolo beigesetzt. In seinem Nachlass befanden sich sechs weitere Triosonaten, die 1708 in London, posthum (Vivit post Funera Virtus) als op. 2, bei Isaak Vaillant veröffentlicht wurden. In seinem Nachlass befanden sich unter anderem fünf Violinen und 44 Gemälde.
Ravenscrofts Kompositionen ähnelten denen von Corelli, sodass neun von Ravenscrofts Sonaten aus op. 1 um 1735, fast 40 Jahre nach Ravencroft Tod, bei Michel-Charles Le Cène fälschlicherweise als Corellis op. 7 in Druck gingen.